# ジョージ・ディッケル
ジョージ・ディッケル（英語: George Dickel）はテネシー・ウイスキーの銘柄の1つ。ジャックダニエルと共にテネシー・ウイスキーの代表銘柄とされる。ディアジオ所有。
名称はウイスキー卸売業者のジョージ・A・ディッケル（1818年 – 1894年）に由来する。ブランドのラベルには、アメリカ英語の綴りである「whiskey」ではなく、伝統的なスコットランドの綴りの「whisky」が採用されている。